# Baierdorf bei Anger
Baierdorf bei Anger var en kommun i distriktet Weiz i förbundslandet Steiermark i Österrike. Den blev den 1 januari 2015 en del av kommunen Anger.
Kommunen bestod av tre orter (Ortschaften) (inom parentes invånarantal 1 januari 2024):
- Baierdorf-Dorf (220)
- Baierdorf-Umgebung (855)
- Fresen (504)